# 郗鑒
郗 鑒（ち かん、泰始5年（269年）- 咸康5年8月19日（339年10月8日））は、中国西晋・東晋の軍人・政治家。字は道徽。高平郡金郷県（現在の山東省済寧市金郷県）の人。子は郗愔・郗曇。娘は郗璿（書聖王羲之の妻）。孫は郗超。後漢末期の御史大夫郗慮の玄孫にあたる。

## 生涯
最初は司馬倫に仕えていたが、病により職を退いていたため司馬倫の謀反（八王の乱）には加担せず処罰を免れた。その後の西晋の混乱を生き延び故郷に帰還した後、南方に渡り東晋の皇帝元帝に仕え、建国間もない東晋王朝の軍事面を支え続け、兗州刺史、都督揚州江西諸軍事に任じられ長江下流域を本拠とした。郗鑒の率いた軍団は「北府軍団」として、長江中流域に駐屯した陶侃や庾亮の「西府軍団」と共に以後の東晋の軍事の主力となる。
後趙の石勒の侵攻を退ける一方で、元帝の後を継いだ明帝・成帝を支えて王敦や蘇峻の反乱鎮圧にも尽力、功績により車騎大将軍に昇進、都督徐兗青三州諸軍事・兗徐二州刺史も兼ねて北府軍団を首都建康近郊の広陵に移し、司空に昇進した。
咸和4年（329年）、広陵から京口に鎮座、北府軍団の拠点を京口に移した。
咸康5年（339年）に70歳で死去。次男の郗曇が北府軍団を束ね、升平5年（361年）に亡くなった後は長男の郗愔が引き継いだが、太和4年（369年）に郗愔の息子の郗超の画策で北府軍団の指揮権を桓温に奪われた。桓温は西府軍団も掌握しており、北府軍団も合わせて最大の軍事力を保有、東晋の有力者にのし上がっていった。
王敦の従弟で有力者王導と縁戚関係を結ぶため、彼の従甥の一人を娘婿に選ぶことにした。選ばれたのが後の書聖王羲之である。

## 伝記資料
- 『晋書』巻67 列伝第37